# Fibro
Die Fibro GmbH (Eigenschreibweise: FIBRO) mit Sitz in Weinsberg (Landkreis Heilbronn, Deutschland) ist ein Tochterunternehmen der Läpple AG in Heilbronn. Fibro gehört zu den Marktführern für Normalien.  

## Geschichte

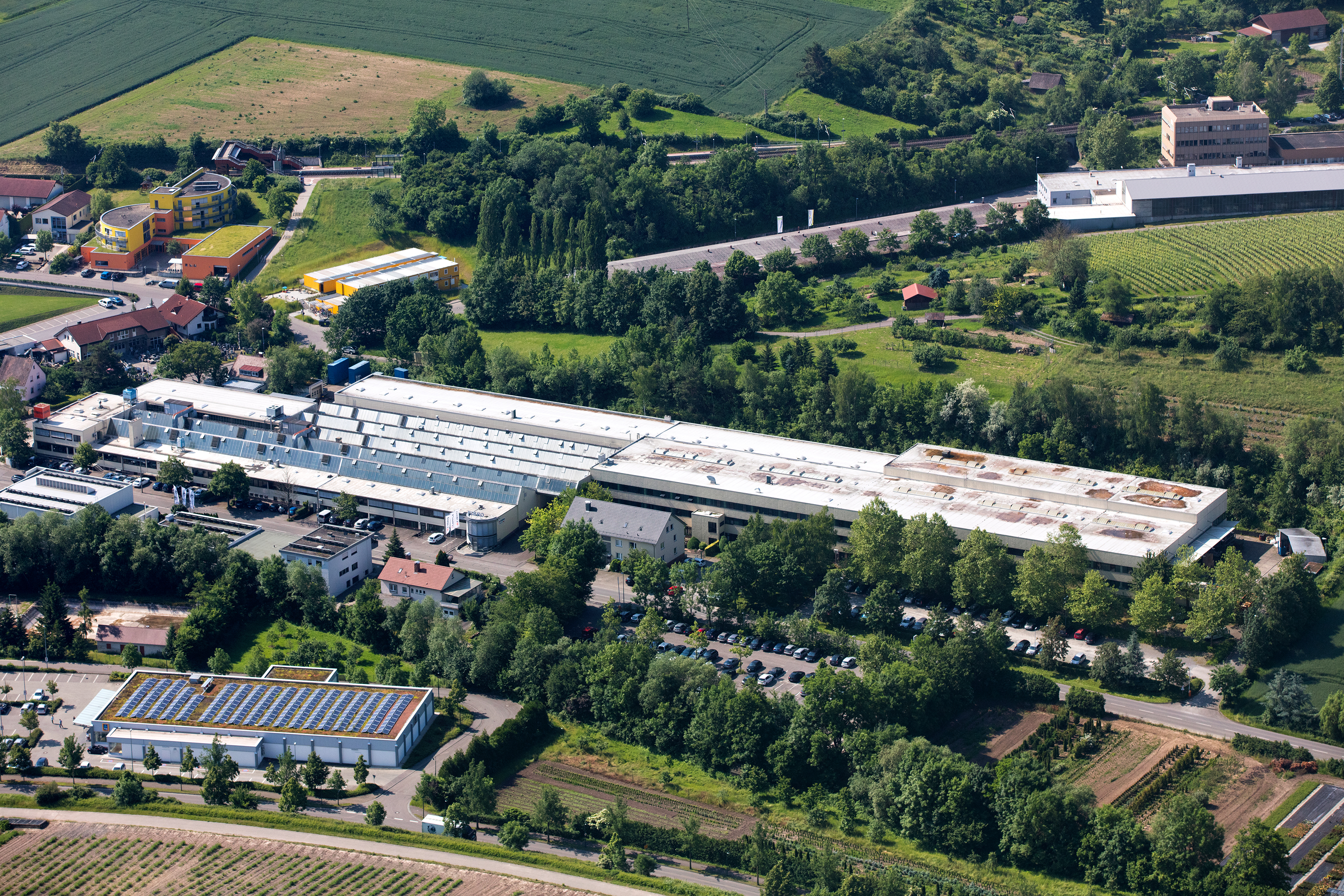
FIBRO GmbH Werk Weinsberg

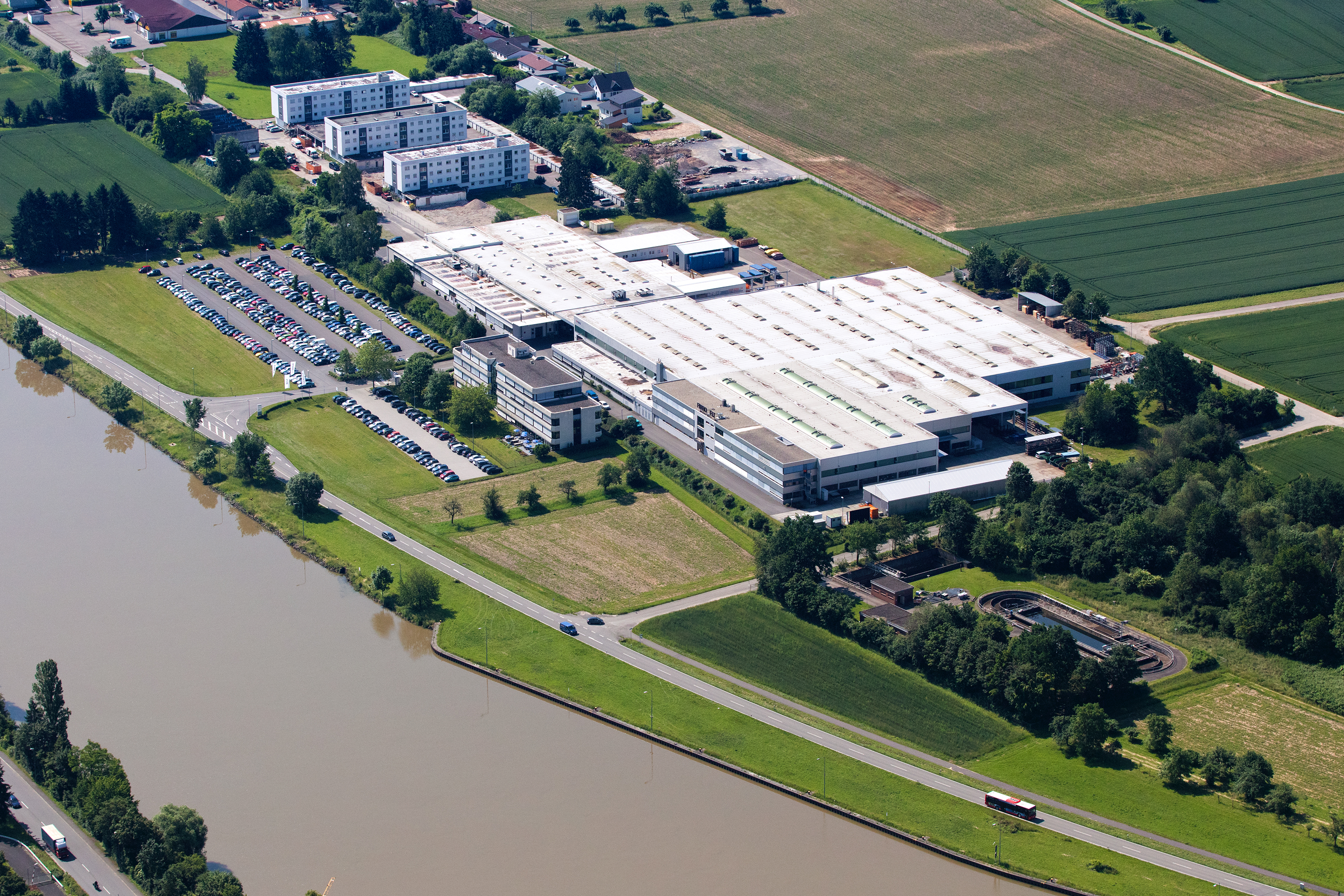
FIBRO GmbH Werk Haßmersheim

Das Unternehmen wurde 1958 von Klara Fischer und Werner Brodbeck in Weinsberg unter dem Namen  Fischer-Brodbeck GmbH gegründet. Anfänglich wurden einfache Präzisions-Rundteile (Werkzeugbau, Normalien) gefertigt. Sehr schnell wurde ein Werkzeugbau aufgebaut. Bereits im Jahr 1962 wurde in Haßmersheim auf dem Gelände des ehemaligen Reichsschwefelwerkes ein weiterer Betriebsteil errichtet. Mit der Entwicklung des Rundschalttisches Fibrotakt mit Planverzahnung im Jahre 1962 wurde der Geschäftsbereich Rundtische gegründet. Produktionsstandorte in Zaberfeld und Schwäbisch Gmünd entstanden. Seit 1974 produziert Fibro auch Komponenten und Anlagen für die Automation und Robotik.
Nach wirtschaftlichen Problemen wurde die Fischer-Brodbeck GmbH am 1. Dezember 1974 von der damaligen August Läpple GmbH & Co. KG aus Heilbronn übernommen. Seither firmiert das Unternehmen nur noch unter Fibro GmbH. Durch die Übernahme wurden die Standorte Zaberfeld und Schwäbisch Gmünd geschlossen, und das Produktionsprogramm wurde auf die Kernbereiche Normalien, Rundtische und Automation gestrafft. Die Produktbereiche Hydraulikpressen, Blechbearbeitung und Siebdruckmaschinen wurden veräußert.
Das 2004 übernommene Bad Friedrichshaller Unternehmen GSA wurde in die Fibro integriert und 2006 zusammen mit dem Bereich Automation und Robotik der Fibro GmbH zur Fibro-GSA Automation GmbH (Haßmersheim) verschmolzen. 2008 wurde das Tochterunternehmen FIBRO India Precision Products Pvt. Ltd. in Indien mit eigenem Produktionswerk am Standort Pune gegründet. Zum 1. Januar 2011 wurde die Fibro-GSA Automation GmbH mit der Läpple Anlagenbau GmbH zur Fibro Läpple Technology GmbH (FLT) mit Sitz in Haßmersheim zusammengeführt.
Ende 2011 wurde das Unternehmen von PricewaterhouseCoopers, dem Carl Hanser Verlag und der Hannover Messe als Best Professional Supplier 2011 in der Kategorie Komponenten und Zeichnungsteile ausgezeichnet.
2012 wurden gleich zwei neue Tochterunternehmen gegründet: FIBRO Korea Co. Ltd. in Südkorea und FIBRO (Shanghai) Standard Parts Co., Ltd. in China. Ein Jahr später erfolgte die Eröffnung eines neuen FIBRO-Werks in Indien. Im selben Jahr feierte auch FIBRO France am Standort Schiltigheim im Elsass ihr 40-jähriges Bestehen.

## Aktuelle Entwicklungen
Im Jahr 2018 wurde die Produktion in Indien mit einem zweiten Werk am Standort Pune ausgebaut.
Im Januar 2019 wurde die Tochtergesellschaft Läpple Taicang in China gegründet. Dadurch wurden alle Aktivitäten der Läpple Gesellschaften auf dem chinesischen Markt gebündelt. Weiterhin getrennt sind die Vertriebstätigkeiten, die unter den Marken Fibro und FLT weitergeführt werden.
2021 veröffentlichte die Business Unit Normalien der Fibro GmbH ihren überarbeiteten Webshop. Dort können außer Bestellungen Verfügbarkeiten und Lieferzeiten für Produkte abgerufen, Sendungen verfolgt und Produktanfragen gestellt werden.
Das Geschäftsjahr 2022 konnte mit einem Umsatz von 129 Millionen Euro abgeschlossen werden.
Zum 1. Januar 2024 verkaufte Läpple die Sparte Fibro Rundtische im Rahmen eines Carve-outs an den Manager Heiko Asum. Der Geschäftsbereich wird nunmehr als FIBRO Rundtische GmbH weiter geführt.

## Produkte
Normalien
- Säulenführungsgestelle
- Geschliffene Platten und Leisten
- Transport- und Befestigungselemente
- Führungselemente
- Präzisionsteile
- Federn und Gasdruckfedern
- Elastomere
- Fibrochemie
- Peripherie
- Elektronisches Gewindeformen – FETU
- Schieber für den Werkzeugbau
- Normalien für den Formenbau

## Zur Fibro gehörende Unternehmen
- FIBRO GmbH, Haßmersheim (Normalien), Deutschland
- FIBRO France Sarl, Frankreich
- FIBRO Polska Sp. z o. o., Polen
- FIBRO Inc., USA
- FIBRO Asia Pte. Ltd., Asien
- FIBRO Korea Co. Ltd., Südkorea
- FIBRO India Precision Products Pvt. Ltd., Indien
- LÄPPLE (Taicang) Industrial Technology Co., Ltd., China